# Ulf Stark
Pour les articles homonymes, voir Stark.
Ulf Gottfrid Stark, né le 12 juillet 1944 à Stureby (un quartier de Stockholm, en Suède) et mort le 13 juin 2017 à Stockholm (Suède), est un écrivain et scénariste suédois.

## Biographie
Ulf Stark publie ses premiers poèmes à l'âge de 19 ans, et publie son premier ouvrage jeunesse en 1975.
Son roman jeunesse Les Casse-pieds et les fêlés, publié en 1984 (traduit en français 10 ans plus tard), « roman original, inspiré par sa propre fille, qui aborde les incertitudes sexuelles de l’adolescence. Ce livre, lauréat du
concours du meilleur livre pour enfant en Suède, a rencontré un énorme succès et a marqué un tournant pour l’écrivain qui s’était
depuis lors entièrement consacré à l’écriture pour les enfants et les
adolescents ».
Il a publié une cinquantaine d'ouvrages, dont une trentaine pour la jeunesse, dont seul cinq ont été traduits en français de son vivant.
Il est membre de
l’Académie suédoise pour les livres
pour enfants de 1989 à 1998.
Il a également écrit des scénarios pour
le cinéma et la télévision.
Ulf Stark a été récompensé par de très nombreux
prix, dont le Prix Nils-Holgersson en 1988, et il a été à plusieurs reprises l'écrivain sélectionné pour représenter son pays, la Suède, pour le Prix Hans-Christian-Andersen, dans la catégorie Auteur, prix international danois. Il a été finaliste en 2000, et sélectionné une dernière fois, à titre posthume, en 2018.
Il meurt en juin 2017, à l'âge de 72 ans.
Son sixième ouvrage traduit en français, est publié de façon posthume en 2019, le roman jeunesse La Cavale, illustré par Kitty Crowther, qui obtient la même année le Prix Libbylit délivré par l' IBBY, dans catégorie Roman junior. 

## Publications
Œuvre publiée en traduction française.
- Les casse-pieds et les fêlés, (Dårfinkar och dönickar), trad. du suédois par Agneta Segol, Flammarion, 1994
- Une copine pour Papa, (Sixten), trad. du suédois par Birgitta Cremnitzer, ill. de Pija Lindenbaum, Pocket, 1994
- Laissez danser les ours blancs, (Låt isbjörnarna dansa), trad. du suédois par Agneta Segol, Flammarion, 1997
- Tu sais siffler, Johanna ? , (Kan du vissla, Johanna ?), avec Anna Höglund, trad. du suédois par Elisabeth Brouillard, Casterman, 1997
- Blaise et Basile, (Märklin och Turbin), traduit du suédois par Ludivine Verbeke, illustrations d'Ariane Pinel, Bayard jeunesse, 2016
- La Cavale, (Rymlingarna), illustrations de Kitty Crowther, traduit du suédois par Alain Gnaedig, Pastel, 2019

## Filmographie (scénario)
- 1988 : Dårfinkar & dönickar (série TV)
- 1989 : Hunden som log (The Dog That Smiled)
- 1990 : Dance of the Polar Bears (Lad isbjørnene danse)
- 1991 : Fasadklättraren (TV)
- 1992 : Karlsvognen
- 1994 : Min vän Percys magiska gymnastikskor (série TV)
- 1994 : Sixten
- 1994 : Kan du vissla Johanna? (TV)
- 1994 : Tonight the Earth Goes Down (I natt går Jorden under) (roman Sista natten)
- 1997 : Min vän shejken i Stureby (série TV)
- 1999 : Les Aventures de Tsatsiki (Tsatsiki, morsan och polisen)
- 2000 : Manden med tubaen
- 2000 : Herr von Hancken (série TV)
- 2000 : Witch in Our Family (En häxa i familjen) (roman Maria Bleknos)
- 2005 : Unge Andersen
- 2005 : Un été plein d'aventures (Percy, Buffalo Bill och jag)
- 2005 : Loranga, Masarin & Dartanjang
- 2005 : Efraim Longstocking and the Cannibal Princess

## Récompenses et distinctions
- Prix Nils-Holgersson 1988[3]
- Plusieurs sélections pour le Prix Hans-Christian-Andersen, prix international danois, dans la catégorie Auteur. Il a été finaliste en 2000[4], et sélectionné une dernière fois, à titre posthume, en 2018[4].
- Prix Libbylit 2019[5] délivré par l' IBBY, catégorie Roman junior, pour La Cavale, illustrations de Kitty Crowther